# A Reference Guide to the Literature of Travel
A Reference Guide to the Literature of Travel (Ein Nachschlagewerk zur Reiseliteratur) ist ein wichtiges Nachschlagewerk zur Reiseliteratur von Edward Godfrey Cox.

## Reference Guide to the Literature of Travel
Es erschien in den Jahren 1935, 1938 und 1949 in drei Bänden in der Reihe University of Washington Publications in Language and Literature in Seattle. Mit vollen Titel überschrieben ist es: A Reference Guide to the Literature of Travel. Including Voyages, Geographical Descriptions, Adventures, Shipwrecks and Expeditions (Ein Nachschlagewerk zur Reiseliteratur: Mit Seereisen, geographischen Beschreibungen, Abenteuern, Schiffswracks und Expeditionen). Es ist untergliedert in die drei Bände: Alte Welt, Neue Welt, Großbritannien. Es bildet mit seinen über zehntausend Einträgen eine klassische Bibliographie zum Thema Reisen.
Es listet „in chronological order, from the earliest date ascertainable down to and including the year 1800, all the books on foreign travels, voyages and descriptions printed in Great Britain, together with translations from foreign tongues and continental renderings of English works“ (in chronologischer Reihenfolge vom frühester Zeit bis einschließlich 1800 alle Bücher über Reisen, Seereisen und Reisebeschreibungen auf, die in Großbritannien gedruckt wurden, zusammen mit fremdsprachigen Übersetzungen und kontinentalen Wiedergaben englischer Werke).

## Gliederung

### The Old World
I. Collections II. Circumnavigations III. General Travels and Descriptions
IV. Continental Europe V. West Europe VI. North Europe VII. East Europe VIII. Near East IX. Central Asia X. East Indies XI. Far East XII. Siberia  XIII. Africa. Errata

### The New World
I. Northwest Passage II. Northeast Passage III. Arctic Regions IV. North Pacific V. North America VI. West Indies VII. Mexico VIII. Central America IX. South America X. South Seas XI. Australia XII. Directions for Travellers XIII. Geography XIV. Navigation (I. The Art II. Charts and Sailing Directions) XV. Maps and Atlases XVI. Military Expeditions XVTI. Naval Expeditions XVIII. Adventures, Disasters, Shipwrecks XIX. Fictious Voyage and Travels XX. General Reference XXI. Bibliographies. Errata et Corrigenda. Index

### Great Britain
I. Tours by Natives; II. Tours by Foreigners; III. Descriptions; IV. Views; V. Towns, Castles, Seats; VI. London; VII. The Universities – Oxford and Cambridge; VIII. Spas; IX. Canals, Rivers, Fen Drainage; X. Ancient and Present State; XI. Surveys; XII. Geography; XIII. Expeditions; XIV. History and Chronicle; History and Antiquities; XVI. British, Roman, and Saxon Antiquities; XVII. Ecclesiastical History and Antiquities; XVIII. Natural History; XIX. Agriculture, Husbandry, Gardening; XX. Aids to Travelers; XXI. Maps and Charts; XXII. Letters, Diaries, Memoirs; XXIII. General Reference Works; XXIV. Bibliography. Index

## Textbeispiel
Im Folgenden ein Textbeispiel aus dem Abschnitt West Indies von Band 2 (The New World), worin eine 1931 erschienene englische Übersetzung eines Teils der Erinnerungen von Père Labat (1663–1738) – einem Missionar, Plantagenbesitzer und Reiseschriftsteller aus dem Dominikanerorden – vorgestellt wird (übersetzt von John Eaden, London: Constable, 1931):

„1931 LABAT, JEAN BAPTISTE. Memoirs of Pere Labat, in the West Indies, 1693–1705, translated by J. Eaden, 8vo. London.
There is a French edition of Labat's Nouveau Voyage aux Isles de l'Amérique, printed at The Hague, 1724. Labat went to the West Indies as a Dominican Missionary, and given in this, his most famous work, details of all the Islands he visited, and notably of Martinique and Guadeloupe. He speaks also of many of the smaller islands; of some of them this is the only early information we possess. He gives accounts of the cultivation of tobacco, sugar, indigo, etc., and many anecdotes of the inhabitants … Maggs, No. 432.“